# Parque nacional de Matusadona
El Parque nacional de Matusadona (en inglés: Matusadona National Park) es una reserva de caza y parque en el norte de Zimbabue. El parque toma su nombre de las colinas locales de Matuzviadonha y es una impresionante combinación de llanuras y montañas escarpadas en el país. El significado de "Matuzviadonha" es "estiércol cayendo" - que probablemente se deriva de un comentario sobre la vista de elefantes que depositaban bolas de estiércol mientras luchaban por las colinas. El nombre es a menudo abreviado como "El Matus" en el habla coloquial de los lugareños.
Matusadona cuenta con una combinación única de naturaleza virgen y robusta, junto con una parte de agua en el lago Kariba.